# Echinothambema aculeata
Echinothambema aculeata är en kräftdjursart som beskrevs av Boris Vladimirovich Mezhov 1981. Echinothambema aculeata ingår i släktet Echinothambema och familjen Echinothambematidae. Inga underarter finns listade i Catalogue of Life.